# The Stress of Circumstance
The Stress of Circumstance è un cortometraggio muto del 1914 diretto da Warwick Buckland.

## Trama
Un ex vagabondo trova lavoro come segretario di un magistrato. Si prenderà la colpa di un furto.

## Produzione
Il film fu prodotto dalla Hepworth.

## Distribuzione
Distribuito dalla Hepworth, il film - un cortometraggio in una bobina - uscì nelle sale cinematografiche britanniche nel maggio 1914.
Si conoscono pochi dati del film che, prodotto dalla Hepworth, fu distrutto nel 1924 dallo stesso produttore, Cecil M. Hepworth. Fallito, in gravissime difficoltà finanziarie, il produttore pensò in questo modo di poter almeno recuperare il nitrato d'argento della pellicola.